# تادمارتون
تادمارتون (به انگلیسی: Tadmarton) یک روستا و محله مدنی در بریتانیا است که در چرول واقع شده‌است. تادمارتون ۸٫۳۸ کیلومتر مربع مساحت و ۵۴۱ نفر جمعیت دارد.